# Acarnus erithacus
Espèce
Acarnus erithacus est une espèce d'éponges de la famille des Acarnidae.